# Altmark Zeitung
Die Altmark-Zeitung (kurz AZ; Eigenschreibweise Altmark Zeitung) ist eine regionale Tageszeitung, die seit 1990 in der Altmark erscheint. Die verkaufte Auflage beträgt 7787 Exemplare, ein Minus von 76,6 Prozent seit 1998.

## Verbreitung und Verlag
Die Zeitung wurde nach der Wende als unabhängige Konkurrenz zur Magdeburger Volksstimme, dem damaligen regionalen Presseorgan der SED-Bezirksleitung, neu gegründet. Die Altmark-Zeitung ist eine der wenigen Zeitungsneugründungen auf dem Gebiet der ehemaligen DDR, die sich auf dem Zeitungsmarkt dauerhaft etabliert haben. Im Altmarkkreis Salzwedel und im Landkreis Stendal hat die Altmark-Zeitung eine beachtliche Verbreitung und ist ein starker Wettbewerber der Lokalausgaben der Volksstimme.
Die Altmark-Zeitung erscheint im hauseigenen Verlag Renner und Meineke, einer Zweigniederlassung der C. Beckers Buchdruckerei GmbH & Co. KG. In diesem Verlag erscheinen auch die Allgemeine Zeitung der Lüneburger Heide (Uelzen) und das Isenhagener Kreisblatt. Sie gehört damit zur Verlagsgruppe von Dirk Ippen. Ursprünglich bezog sie ihren Mantelteil – ebenso wie der Oranienburger Generalanzeiger – von der Kreiszeitung in Syke. Der Oranienburger Generalanzeiger gibt noch heute eine redaktionelle Zusammenarbeit mit der Kreiszeitung und der Altmark-Zeitung an. Der Webauftritt der Altmark-Zeitung ist vollständig integriert in den Auftritt der Allgemeinen Zeitung für die Lüneburger Heide.
Die Hauptgeschäftsstelle der Altmark-Zeitung befindet sich in Salzwedel. Die Zeitung erschien bis März 2014 in fünf verschiedenen Lokalausgaben, den Salzwedeler, Stendaler, Osterburger, Gardelegener und Klötzer Nachrichten, die sich in ihren einzelnen Ausgaben an den Gebieten der 1994 aufgelösten, gleichnamigen Landkreise orientierten. Zum 1. April 2014 wurden die Ausgaben Stendal und Osterburg zur Altmark Zeitung für den Landkreis Stendal verschmolzen. Jede Ausgabe hat eine eigene Lokalredaktion. Geschäftsstellen befinden sich in Salzwedel, Stendal und Gardelegen.
Als Beilage der Altmark-Zeitung werden die Altmark-Blätter publiziert. Sie gelten als bedeutende regionalgeschichtliche Abhandlung auf dem Gebiete der Altmark und sind in zahlreichen Bibliotheken vorhanden, zeitweise wurden sie auch als Jahrbuch veröffentlicht.

## Auflage
Die Altmark-Zeitung gehört zu den deutschen Tageszeitungen mit den größten Auflagenverlusten der vergangenen Jahre. Die verkaufte Auflage ist in den vergangenen 10 Jahren um durchschnittlich 6,5 % pro Jahr gesunken. Im vergangenen Jahr hat sie um 7,2 % abgenommen. Sie beträgt gegenwärtig 7787 Exemplare. Der Anteil der Abonnements an der verkauften Auflage liegt bei 94,2 Prozent.
| 1998  | 1999  | 2000  | 2001  | 2002  | 2003  | 2004  | 2005  | 2006  | 2007  | 2008  | 2009  | 2010  | 2011  | 2012  | 2013  | 2014  | 2015  | 2016  | 2017  | 2018  | 2019  | 2020  | 2021  | 2022 | 2023 | 2024 |
| ----- | ----- | ----- | ----- | ----- | ----- | ----- | ----- | ----- | ----- | ----- | ----- | ----- | ----- | ----- | ----- | ----- | ----- | ----- | ----- | ----- | ----- | ----- | ----- | ---- | ---- | ---- |
| 33221 | 32737 | 32012 | 30681 | 27843 | 25274 | 22864 | 21071 | 20150 | 19318 | 18634 | 17837 | 17687 | 16459 | 16210 | 15826 | 15267 | 14894 | 14416 | 13654 | 12999 | 12376 | 11321 | 10513 | 9338 | 8387 | 7787 |